# Rue Mokhovaïa (Moscou)
Pour les articles homonymes, voir Rue Mokhovaïa.

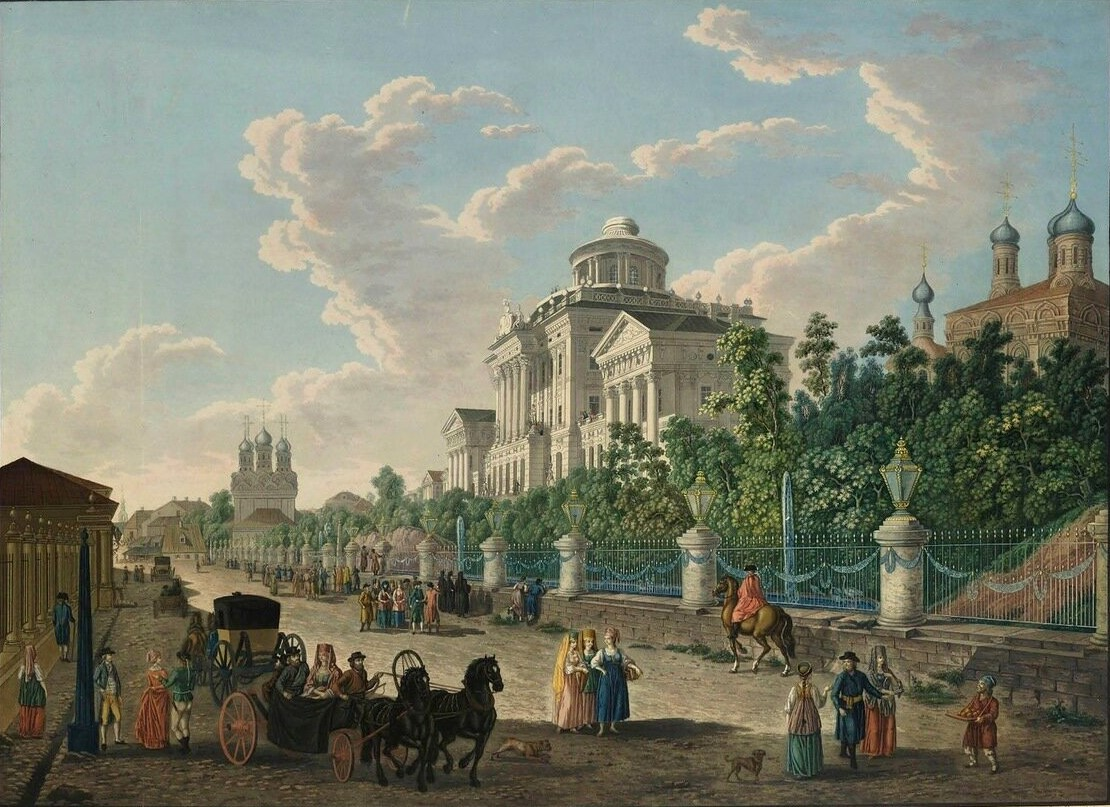
La rue Mokhovaïa, avec la Maison Pachkov, au XVIIIe s (d'après Gérard de la Barthe).

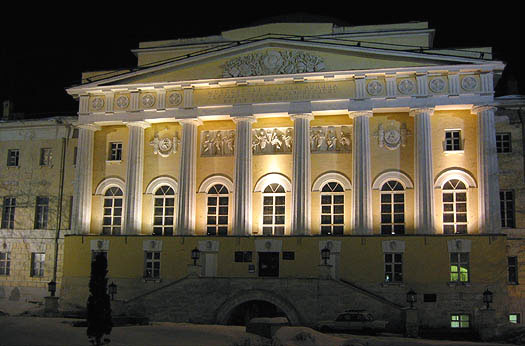
Vue de l'université la nuit

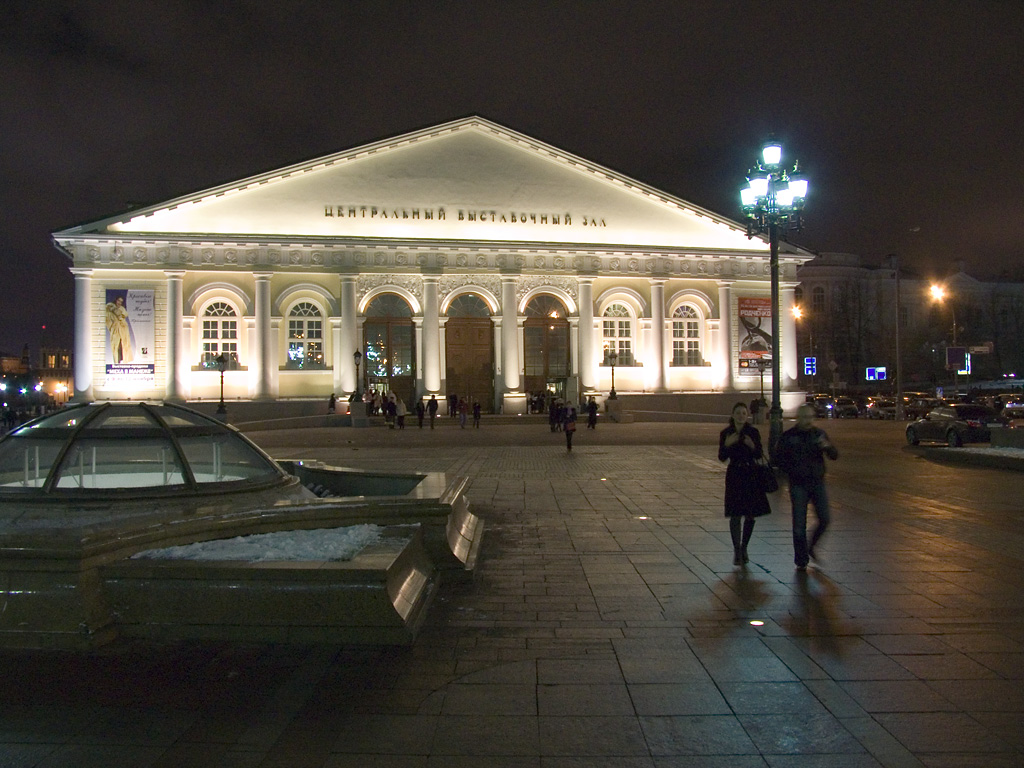
Le Manège de Moscou la nuit

La rue Mokhovaïa (Моховая улица) est une rue du centre historique de Moscou.

## Situation et accès
Située non loin de la Place Rouge, elle part de la Tour Borovitskaïa (littéralement Tour de la Pinède) du Kremlin et se termine Place du Manège. La rue Tverskaïa, la rue Bolchaïa Nikitskaïa et la rue Vozdvijenka donnent dans la rue Mokhovaïa du côté gauche. Elle se prolonge dans la rue Okhotny Riad (ou Rang des Chasseurs).

## Origine du nom
Il existait au XVIIe siècle à cet endroit un ancien marché où l'on vendait des mousses séchées, pour colmater les interstices des rondins des maisons de bois. Le nom de la rue provient de ce marché (mokh - мох en russe - signifie mousse).

## Historique
De 1961 à 1994, elle s'appelait la « Perspective Marx ».

## Bâtiments remarquables et lieux de mémoire
Côté impair :
- N°9 : Faculté de journalisme de l'université de Moscou dans un bâtiment classique jaune (début XIXe siècle), avec la chapelle Sainte-Tatiana, à l'angle de la rue Bolchaïa Nikitskaïa
- N°11 : Faculté de psychologie de l'université de Moscou reconstruite par Domenico Gilardi et Athanase Grigoriev
- N°17 : Hôtel National, construit en 1901-1902
- N°21 : Palais des princes Chakhovskoï, construit en 1868. Devenu Musée national de littérature (ex-Kalinine)

Côté pair :
- N°8 : Hôtel particulier début XIXe siècle
- N°14 : Maison de 1825, dernier étage de 1893
- N°16 : Maison de 1845, derniers étages de 1912
- N°21 : Immeuble construit en 1901 par Wilhelm Schaub, appartenant aujourd'hui à la Douma.
- N°26 : Maison Pachkov, palais construit en 1784-1788 par Vassili Bajenov pour le capitaine Pachkov. Ce bâtiment néoclassique célèbre de Moscou a ouvert à nouveau après de longues années de restauration et abrite une partie des collections de la Bibliothèque d'État de Russie et des salles ultra-modernes pour les chercheurs et universitaires.